# Gissemand søger en Kone
Gissemand søger en Kone er en dansk stumfilm fra 1913.

## Medvirkende
- Holger Pedersen, Gissemand